# 東菜畑
東菜畑（ひがしなばた）は、奈良県生駒市の町名。現行行政地名は東菜畑一丁目から二丁目。郵便番号630-0215。

## 地理
生駒市中部に位置し、西に中菜畑、南に壱分町、東から北にかけ東生駒月見町、東生駒と接している。

## 歴史
北部の東菜畑一丁目は、元は旧奈良街道沿いの古い集落で、明治・大正の頃は沿道に茶店などの店舗が並び、昔の宝山寺参詣者はここを通っていた。一丁目・二丁目ともに、山林や農地は残るも市街化が進んだ。

### 沿革
- 1973年（昭和48年） - 生駒市菜畑町から分離し、東菜畑が成立[6]。

## 世帯数と人口
2020年（令和2年）10月1日現在の世帯数と人口は以下の通りである。
| 丁目         | 世帯数    | 人口    |
| ------------ | --------- | ------- |
| 東菜畑一丁目 | 499世帯   | 1,164人 |
| 東菜畑二丁目 | 501世帯   | 1,089人 |
| 計           | 1,000世帯 | 2,253人 |

### 人口の変遷
国勢調査による人口の推移。
| 1995年（平成7年）  | 1,848人 | [ 7 ]  |  |
| 2000年（平成12年） | 1,748人 | [ 8 ]  |  |
| 2005年（平成17年） | 2,184人 | [ 9 ]  |  |
| 2010年（平成22年） | 2,446人 | [ 10 ] |  |
| 2015年（平成27年） | 2,385人 | [ 11 ] |  |

### 世帯数の変遷
国勢調査による世帯数の推移。
| 1995年（平成7年）  | 657世帯 | [ 7 ]  |  |
| 2000年（平成12年） | 670世帯 | [ 8 ]  |  |
| 2005年（平成17年） | 858世帯 | [ 9 ]  |  |
| 2010年（平成22年） | 975世帯 | [ 10 ] |  |
| 2015年（平成27年） | 983世帯 | [ 11 ] |  |

## 事業所
2016年（平成28年）現在の経済センサス調査による事業所数と従業員数は以下の通りである。
| 町丁         | 事業所数 | 従業員数 |
| ------------ | -------- | -------- |
| 東菜畑一丁目 | 35事業所 | 251人    |
| 東菜畑二丁目 | 5事業所  | 9人      |
| 計           | 40事業所 | 260人    |

## 交通

### バス
- 奈良交通
  - 東生駒団地線
  - 帝塚山住宅線
  - 帝塚山スクール線

### 道路
- 大阪府道・奈良県道702号大阪枚岡奈良線